# 이베코 파워스타
이베코 파워스타(영어: Iveco PowerStar)는 이베코가 생산하는 대형 트럭으로 아르헨티나, 브라질, 오스트레일리아에서 생산하고 있다.

## 기능
이베코 파워스타는 네 가지 버전으로 구성되어 있으며 6400, 6800, 7200, 7800 모델이 있다. 디젤 엔진의 경우 디트로이트 디젤 엔진을 사용하고 있고 커민스 및 캐터필러 디젤 엔진도 혼용이 가능하다. 마력의 경우 최대 550마력으로 변속기는 자동 변속기와 수동 변속기가 있다.

## 사진

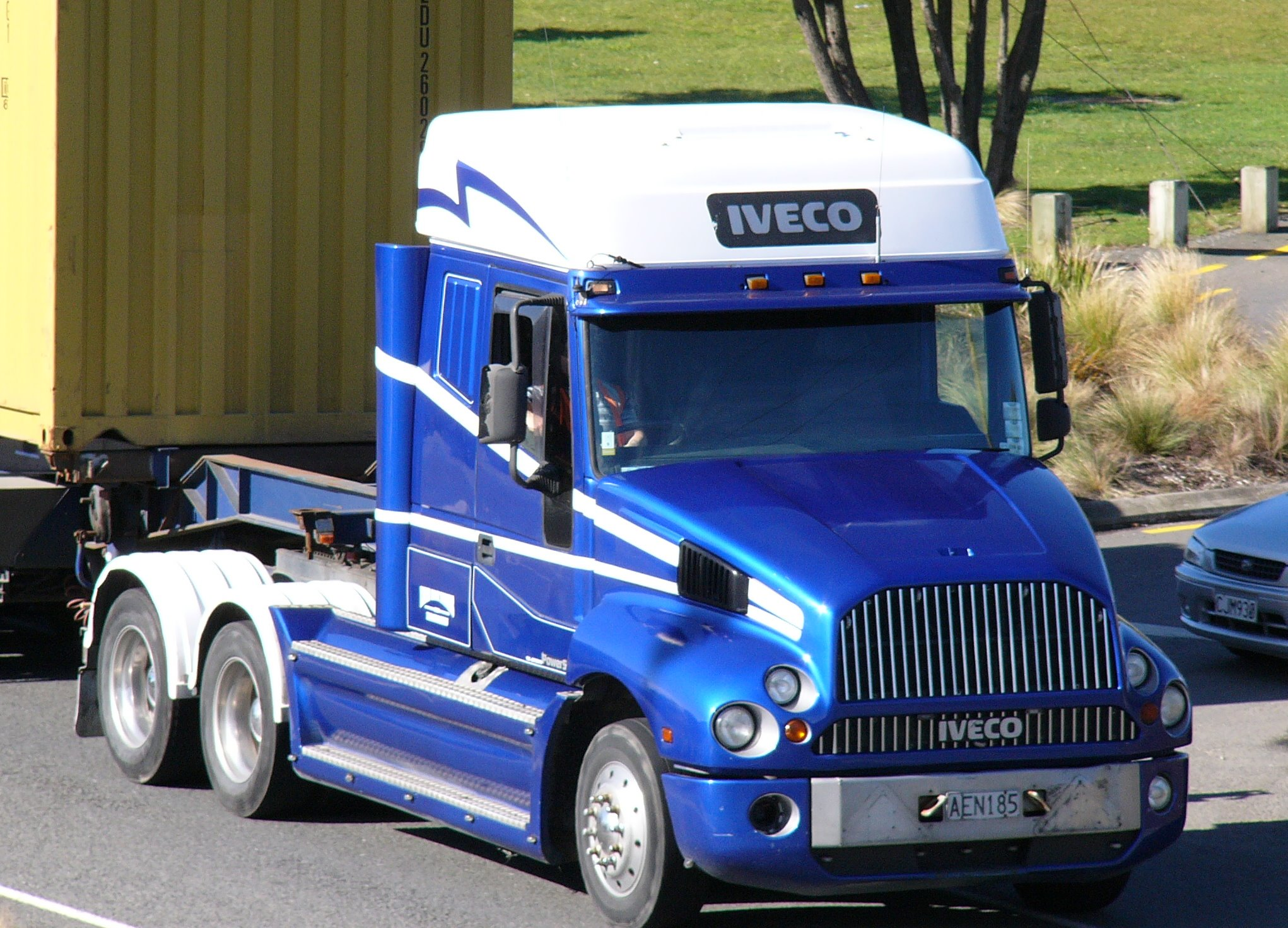
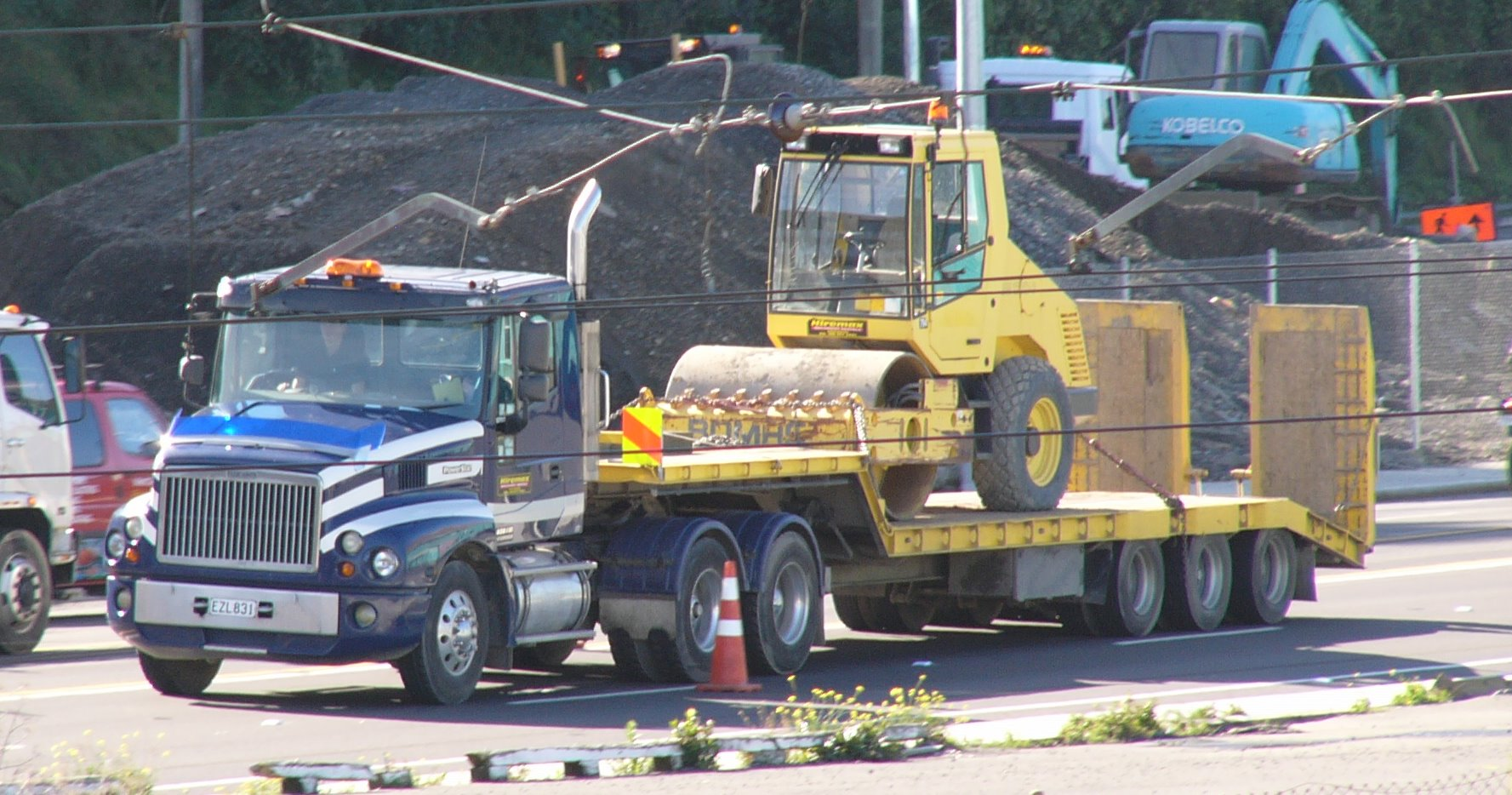
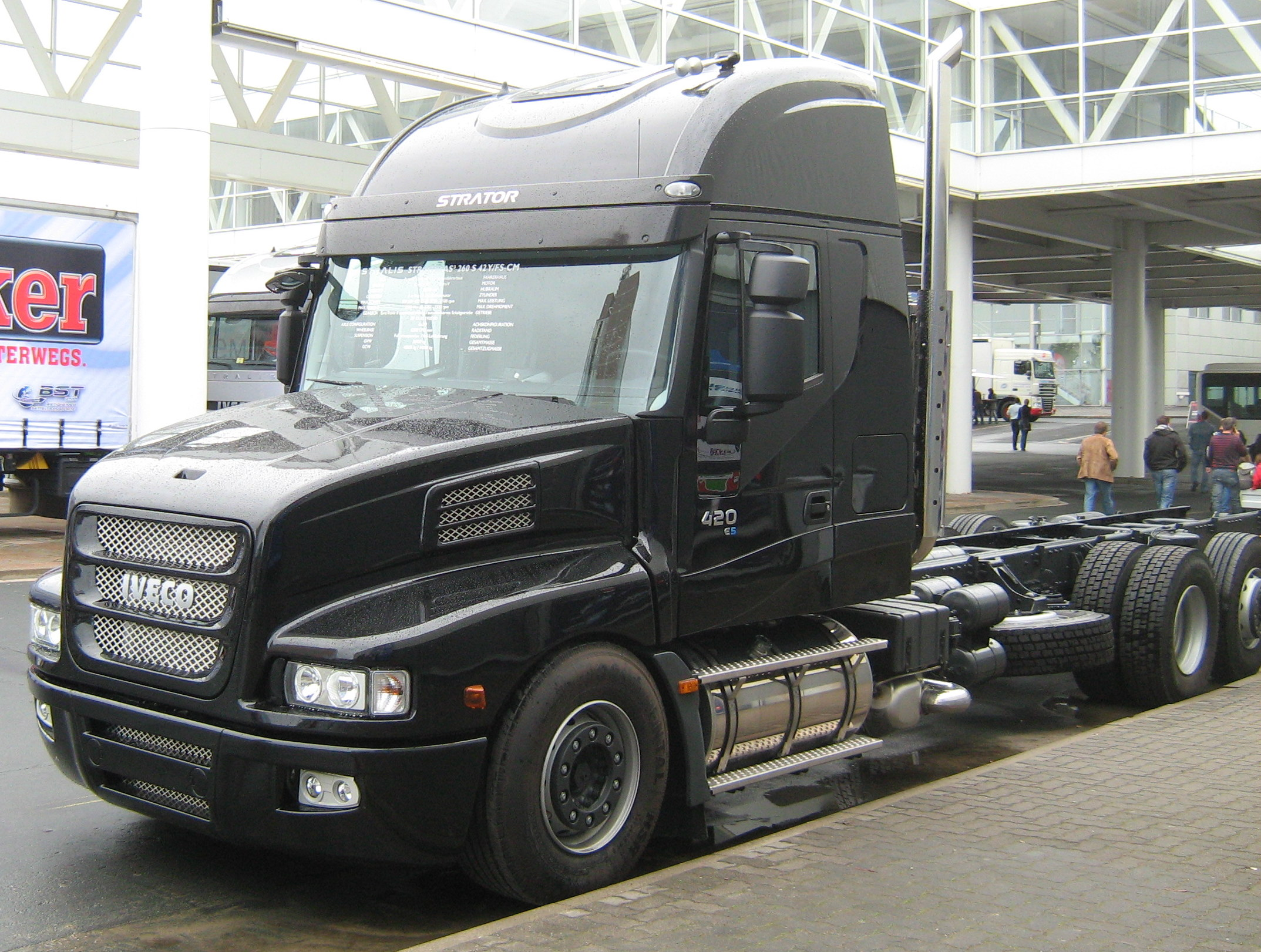